# Micronezia

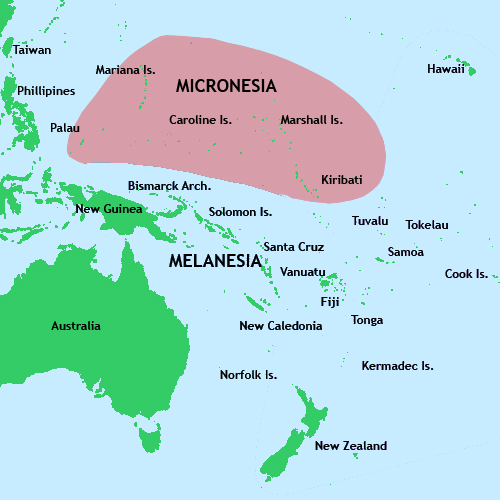
Harta Microneziei; localizarea în Oceanul Pacific

Micronezia (termen provenit din greaca veche, unde „μικρος” înseamnă „mic” și „νησος” înseamnă „insulă”) este o regiune din Oceanul Pacific, care se întinde atât în emisfera nordică, cât și în emisfera sudică. Este limitată la vest de Arhipelagul Filipinez, la sud-vest de Insula Noua Guinee, la sud de Melanezia, iar la est și sud-est de Polinezia.

## Istorie
Termenul „Micronezia” a fost folosit pentru prima dată de Jules Dumont d'Urville care a propus introducerea termenului în 1831. Înainte de această dată, termenul „Polinezia” era folosit pentru a defini totalitatea insulelor din Oceanul Pacific. 
Anumite regiuni ale Microneziei au fost colonizate timpuriu de Spania, dar colonizarea totală a avut loc abia la sfârșitul secolului al XIX-lea, când teritoriile acestei regiuni erau controlate de Statele Unite ale Americii, Germania și Imperiul Britanic. În acest timp, Spania și-a vândut o parte din colonii Germaniei, iar restul le-a pierdut în războiul cu Statele Unite ale Americii din 1898. 
În ziua de astăzi, mare parte din Micronezia este compusă din state independente, excepție făcând insulele Guam, Wake și Mariane de Nord, care sunt teritorii dependente de Statele Unite ale Americii.

## Populație
Populația de astăzi a Microneziei formează mai multe etnii, dar toate descend și aparțin culturii microneziene. Cultura microneziană a fost una dintre ultimele culturi dezvoltate în regiune. Ea s-a dezvoltat dintr-un amestec de melanezieni, filipinezi și polinezieni. Din cauza acestui amestec, anumite etnii s-au simțit mai apropiate de Melanezia, Polinezia și Filipine. Ca dovadă acestui fapt stă limba Yappesse.

## Diviziuni

### Diviziunile fizice ale arhipelagului
- Insulele Marshall
- Insulele Mariane
- Insulele Caroline
- Insulele Gilbert
- Insula Wake
- Insula Nauru

### Diviziunile politice ale arhipelagului

#### Regiunile independente
- Insulele Marshall (are capitala la Majuro)
- Palau (are capitala la Melekoek)
- Statele Federate ale Microneziei (are capitala la Palikir)
- Kiribati (are capitala la Tarawa)
- Nauru (are capitala la Yaren)

#### Regiunile dependente
- Wake (aparține Statelor Unite ale Americii)
- Insulele Mariane de Nord (aparține Statelor Unite ale Americii)
- Guam (aparține Statelor Unite ale Americii)